# Namco Gorgon / System 22.5
Namco Gorgon / System 22.5 es una Placa de arcade creada por Namco destinada a los salones arcade.

## Descripción
El Namco Gorgon / System 22.5 fue lanzada por Namco en 1997.
Esta placa posee un procesador  R4650 (MIPS III con instructiones especiales IDT) de 64-bit corriendo a 133 MHz, y del audio se encarga un  H8/3002 de 16-Bit a 16.384 MHz de gestionar el chip de audio Namco C352.
En esta placa funcionaron 2 títulos.

## Especificaciones técnicas

### Procesador
- R4650 (MIPS III con instructiones especiales IDT) de 64-bit corriendo a 133 MHz

### Audio
- H8/3002 de 16-Bit a 16.384 MHz

Chip de sonido
- - Namco C352 32 channel 42KHz stereo supported 8-bit linear and 8-bit muLaw PCM - 4 channel output

### Gráficos
- Namco Custom Texture Mapped Polygons Hardware, 1 text tilemap

## Lista de videojuegos
- Final Furlong
- Rapid River